# USS Kendrick (DD-612)
USS Kendrick (DD-612) – niszczyciel typu Benson. Został odznaczony trzema battle star za służbę w czasie II wojny światowej.
Po skreśleniu z listy jednostek floty zniszczony w czasie testów w David Taylor Model Basin.